# Xavier Trias
Xavier Trias i Vidal de Llobatera (Barcellona, 5 agosto 1946) è un politico spagnolo, sindaco di Barcellona dal 2011 al 13 giugno 2015.

## Biografia
Laureato in Medicina e Chirurgia all'Università di Barcellona nel 1970, specializzato in pediatria, dal 1971 al 1973 ha completato la sua formazione post laurea a Genova e Berna, dove ha lavorato per un anno e mezzo con una ricerca sulle malattie metaboliche, la loro diagnosi e il loro trattamento. Dal 1974 al 1981 ha lavorato come pediatra presso l'Ospedale Infantil del Valle de Hebrón . Tra il 1979 e il 1981 è stato consigliere per il Consiglio Generale dei Medici di Spagna e anche membro di ospedali nel consiglio del Collegio Ufficiale di Medici di Barcellona.
Nel 1981 entra a far parte del Dipartimento di Salute e Sicurezza Sociale della Generalitat de Catalunya, in quel momento diretta da Josep Laporte , che Trias considera il suo padre politico, come capo del servizio di assistenza ospedaliera. 
Nel luglio 1984 è stato nominato Direttore Generale dell'Istituto di Salute Catalano (ICS), posizione che ha tenuto fino alla nomina di consigliere sanitario al governo della Generalitat nel luglio 1988, proprio al posto di Josep Laporte. Insieme al consulente Laporte, Trias è considerato responsabile per la promozione e lo sviluppo del modello di salute catalano, di prestigio e di riconoscimento internazionale.
Il 12 gennaio 1996 è stato nominato segretario della presidenza del governo della Generalitat, quando ha iniziato a lavorare con l'allora presidente Jordi Pujol come numero due e portavoce del governo.
Nel marzo 2000 ha guidato Convergència i Unió alle elezioni del Congresso, come presidente e portavoce del gruppo parlamentare catalano (CiU)  e presidente della Commissione di Scienza e Tecnologia. Nonostante la maggioranza assoluta del partito popolare, Trias è stato uno dei negoziatori dell'attuale sistema di finanziamento della Generalitat della Catalogna, che ha aumentato significativamente i suoi ricavi.
Il 17 maggio 2002 è stato proclamato candidato di CiU per il Consiglio Comunale di Barcellona e dal 14 giugno 2003 diventa consigliere della CiU nel consiglio comunale di Barcellona e presidente del Gruppo Comunale CiU della città di Barcellona .

### Sindaco di Barcellona
Si è candidato a sindaco di Barcellona per la prima volta nel 2003 senza venire eletto, così come nel 2007; ma la terza volta, nel 2011, è riuscito a vincere la competizione elettorale strappando Barcellona ai socialisti che la governavano da decenni. Il suo mandato è scaduto il 13 giugno 2015. È di nuovo candidato per la stessa carica alle elezioni municipali del 2023.